# Ausländerwahlrecht I und II
Ausländerwahlrecht I und Ausländerwahlrecht II bezeichnen zwei Urteile des Bundesverfassungsgerichtes aus dem Jahr 1990. Zu entscheiden hatte das Gericht über die Verfassungsmäßigkeit zweier Gesetze, welche ein Wahlrecht für ausländische Staatsbürger auf kommunaler Ebene gewährten. Im Ergebnis wurden die entscheidungsgegenständlichen Gesetze für verfassungswidrig befunden und für nichtig erklärt.

## Vorfeld und geschichtliche Einordnung
Der gerichtlichen Befassung mit der Frage des Ausländerwahlrechts ging eine langjährige gesellschaftliche und politische voraus. Seit den 1960er-Jahren war der Anteil von Ausländern an der Gesamtbevölkerung erheblich gestiegen, von 1,2 % 1961 auf 8 % 1989. Da Ausländer allerdings über kein Wahlrecht verfügten – weder auf Bundes-, Landes- noch auf kommunaler Ebene – waren sie von der politischen Willensbildung im Wesentlichen ausgeschlossen. Daran entbrannte zunächst eine gesellschaftlich-politische Diskussion um die Gerechtigkeit und Richtigkeit eines Ausländerwahlrechts und damit einhergehend bald eine rechtliche um dessen Möglichkeit. Die Befürworter stützten sich dabei unter anderem einerseits auf positive Potentiale für Integration, andererseits aber auch auf eine angebliche Gebotenheit im Sinne der Demokratie. Eine Zäsur in dem langjährigen Diskurs stellt dabei der 53. Deutsche Juristentag 1980 in Berlin dar, der den Landesgesetzgeber aufforderte, „den länger in der Bundesrepublik ansässigen Ausländern das Wahlrecht zu den kommunalen Vertretungsorganen“ zu gewähren. Demokratie bedeute laut dieses Antrags Mitwirkung der Beherrschten an der Herrschaft.
In den damals SPD-geführten Bundesländern Schleswig-Holstein und Hamburg (hier unter Regierungsbeteiligung der FDP) setzten sich die Befürworter des Ausländerwahlrechts letztlich in Regierung und Parlament durch, sodass beide Länder 1989 fast zeitgleich durch Gesetz ein Ausländerwahlrecht auf kommunaler Ebene einführten.

## „Ausländerwahlrecht I“

### Entscheidungsgegenstand und -ausgang
Gegenstand der Entscheidung Ausländerwahlrecht I war das schleswig-holsteinische „Gesetz zur Änderung des Gemeinde- und Kreiswahlgesetzes“ vom 21. Februar 1989, in concreto dessen Art. 1 Nr. 1. Dieser hatte das bisherige „Gesetz über die Wahlen in den Gemeinden und Kreisen in Schleswig-Holstein“ (GKWG) dahingehend abgeändert, dass § 3 GKWG durch die Einfügung von einem Absatz 2 nunmehr auch Ausländern unter bestimmten Voraussetzungen ein kommunales Wahlrecht gewährte. Dieses Privileg bestand gem. § 3 Abs. 2 Nr. 1 GKWG nur für die Staatsangehörigen von 6 europäischen Staaten: Dänemark, Irland, Niederlande, Norwegen, Schweden und Schweiz. Durch § 6 Abs. 1 Nr. 1 GKWG erhielten Ausländer unter diesen Voraussetzungen grundsätzlich auch das aktive Wahlrecht.
Hinsichtlich dieser Neuregelung wurde von 224 Abgeordneten der CDU-/CSU-Bundestagsfraktion sowie der Bayerischen Staatsregierung beim Bundesverfassungsgericht beantragt, sie im Wege der abstrakten Normenkontrolle gem. Art. 93 Abs. 1 Nr. 2 Grundgesetz (GG) für verfassungswidrig zu erklären. Nach Ansicht der Antragsteller verstoße das Änderungsgesetz gegen „das Gebot der Demokratie in bundesstaatlicher Homogenität […,] die Allgemeinheit der Wahl zu den Volksvertretungen in Gemeinden und Kreisen […,] die institutionelle Garantie der deutschen Staatsangehörigkeit […] und gegen den Gleichheitssatz“. Im Ergebnis gibt das Bundesverfassungsgericht mit Urteil vom 31.10.1990 den Antragstellern Recht und erklärt das Änderungsgesetz für verfassungswidrig.

### Verfahrensgang und Verbundenheit zu Ausländerwahlrecht II
Das Verfahren wurde initiiert durch die Antragsschrift der Unionsabgeordneten vom 9. Juni 1989 (Verfahren 2 BvF 2/89). Die Antragsteller begehrten in dieser neben der sich im Hauptsache-Urteil widerspiegelnden Erklärung des Änderungsgesetzes für nichtig auch, den Vollzug dieses Gesetzes für die anstehende Kommunalwahl durch einstweilige Anordnung gem. § 32 Bundesverfassungsgerichtsgesetz (BVerfGG) auszusetzen. Dem gab das Bundesverfassungsgericht in seinem Urteil vom 12. Oktober 1989 statt. Die daraus folgende Aussetzung wurde durch die Beschlüsse vom 4. April 1990 und 9. Oktober 1990 wiederholt.
Auch die Bayerische Staatsregierung wollte das Änderungsgesetz gerichtlich unterbinden und bemühte sich deshalb zunächst um einen Beitritt zum Verfahren der CDU-/CSU-Abgeordneten. Dieser wurde vom Gericht abgelehnt. Parallel zum ursprünglichen Verfahren 2 BvF 2/89 lief deshalb noch Verfahren 2 BvF 6/89, welches wegen seiner inhaltlichen Kongruenz gemäß dem Beschluss des Bundesverfassungsgerichtes vom 22. Mai 1990 mit 2 BvF 2/89 zur gemeinsamen Verhandlung und Entscheidung verbunden wurde. Zur gemeinsamen Verhandlung trat weiterhin das Verfahren 2 BVF 3/89 hinzu, das sich mit der Verfassungsmäßigkeit eines kommunalen Ausländerwahlrechts in Hamburg beschäftigte und aus dem später Ausländerwahlrecht II hervorging.

### Wesentliche Entscheidungsaspekte
Ausgangspunkt der Begründetheitsprüfung des Gerichts war die Auslegung des Begriffes „Volk“ des Art. 20 Abs. 2 Satz 1 GG, von dem nach der Norm alle Staatsgewalt ausgeht. Wer zu diesem Volk zählt, war im Schrifttum und dem Verfahren hochumstritten – das Normverständnis des Landesgesetzgebers wollte auch Ausländer unter bestimmten Voraussetzungen miteinbezogen wissen. Das Bundesverfassungsgericht verneinte dies und schloss sich der überwiegenden, restriktiven Ansicht an, nach der das Volk des Art. 20 Abs. 2 Satz 1 GG das Staatsvolk der Bundesrepublik meine, das heißt ausschließlich Deutsche im Sinne des Art. 116 Abs. 1 GG – also im Wesentlichen deutsche Staatsangehörige. Ausländer seien damit schon per Legaldefinition ausgeschlossen, denn nach § 2 Abs. 1 Aufenthaltsgesetz (AufenthG) sind Ausländer gerade solche Personen, die keine Deutschen gem. Art. 116 Abs. 1 GG sind. Der Senat hat damit wesentliche Begriffe des Staatsrechts, deren Beziehung bisher unklar war, zumindest für die bundesverfassungsgerichtliche Rechtsprechung systematisiert: Die Termini „Volk“, „Staatsvolk“, „deutsches Volk“ und „Deutsche“ seien im verfassungsrechtlichen Sinne im Ergebnis inhaltsgleich, wobei der Ausgangspunkt grundsätzlich die Staatsangehörigkeit sei, welche die Zugehörigkeit zum Volk als Legitimationssubjekt der Staatsgewalt vermittle. Diese Grundsätze gälten so auch für Wahlen, die nach Art. 20 Abs. 2 Satz 2 GG die primäre Wahrnehmung der Staatsgewalt darstellten. Ausländern ist der Zugang zur Wahl somit versperrt. Anderen Ansätzen, welche die Einbeziehung in den Legitimationsverband – hier: Wahlvolk – auf die Betroffenheit zurückführen, tritt das Bundesverfassungsgericht explizit entgegen. Ein etwaiger politischer Gestaltungswille sei auf der Ebene des Staatsangehörigkeitsrechts auszuüben, diese sei für den einfachen Gesetzgeber gem. Art. 37 Nr. 2 und 116 GG eröffnet.
Dass ein Ausländerwahlrecht ausgeschlossen ist, gilt anhand dessen unmittelbar aber nur für die Bundesebene. Im Verfahren stand indes die kommunale Ebene in Frage. Die verfassungsmäßige Ordnung innerhalb der Länder wird durch das sogenannte Homogenitätsgebot des Art. 28 Abs. 1 Satz 1 GG an die Grundsätze des Grundgesetzes gebunden. In diesem Sinne überträgt das BVerfG die Auslegung des Volksbegriffs von Art. 20 Abs. 2 Satz 1 GG auf die Landesebene: Auch hier könne zum Wahlvolk nur der Deutsche im Sinne des Art. 116 Abs. 1 GG gehören. Ein Unterschied bestünde lediglich dahingehend, dass an die Stelle des gesamten Staatsvolkes als Legitimationssubjekt der Territorialverband des entsprechenden Landes – das Landesvolk – tritt. Speziell für die Kommunalebene ist in Art. 28 Abs. 1 Satz 2 GG geregelt, dass auch hier das Volk eine Vertretung haben muss, die aus dem Art. 38 Abs. 1 Satz 1 GG entsprechenden Wahlen hervorgegangen ist. Umstritten war insofern, ob dieser Volksbegriff mit dem des Art. 20 Abs. 2 GG deckungsgleich ist oder aber abweichend von Letzterem die Einbeziehung von Ausländern grundsätzlich ermöglicht. Dahinter steht der Streit darum, welche Art der Legitimation die Vorschrift des Art. 28 Abs. 1 Satz 2 GG in erster Linie vermitteln will: Entweder demokratische Legitimation – dann ist dies aufgrund des Homogenitätsgebotes nur durch Deutsche möglich – oder vor dem Hintergrund der kommunalen Selbstverwaltungsgarantie des Art. 28 Abs. 2 GG körperschaftliche Legitimation, die dann nicht notwendigerweise auf Deutsche beschränkt ist. Damit eng verbunden war die Charakterisierung und Stellung von Kommunen im beziehungsweise neben dem Staat. Laut Ausländerwahlrecht I sind Kommunen (anders als früher) ein Teil des staatlichen Aufbaus. Sie übten Staatsgewalt aus, welche eine demokratische Legitimation erfordere, wie sie gemäß der vorab entwickelten Grundsätze nur von Deutschen ausgehen könne. Das Volk des Art. 28 Abs. 1 Satz 2 GG sei mithin bedeutungsgleich mit dem des Art. 20 Abs. 2 Satz 1 GG und schließe Ausländer folglich aus.
Die Verfassung verbiete im Ergebnis eine Partizipation von Ausländern an Wahlen also auf Bundes-, Landes- und kommunaler Ebene; Wahlvolk seien jeweils nur Deutsche – es bestehe insofern „Einheitlichkeit der demokratischen Legitimationsgrundlage“. Das Schleswig-Holsteinische Änderungsgesetz wurde unter diesen Prämissen für verfassungswidrig und nichtig erklärt. Hinter dieses Ergebnis stellte das Bundesverfassungsgericht in einem obiter dictum, es folge aus der Entscheidung nicht, „daß die derzeit im Bereich der Europäischen Gemeinschaften erörterte Einführung eines Kommunalwahlrechts für Ausländer nicht Gegenstand einer nach Art. 79 Abs. 3 GG zulässigen Verfassungsänderung sein“ könne.

### Kritik
Obschon die Entscheidung des Gerichtes mit der herrschenden Ansicht übereinstimmte, wurde Ausländerwahlrecht I im Schrifttum vielfach kritisiert. Im Mittelpunkt der Beanstandungen steht dabei der Vorwurf eines Begründungsdefizites in qualitativer wie quantitativer Hinsicht.
Insbesondere die Auslegung des Art. 20 Abs. 2 GG („Volk“ = deutsches Volk) wurde vor dem Hintergrund des jahrelangen vorangegangenen Diskurses als ungenügend angesehen. Der Senat beschränke sich dabei auf ein Wortlautargument, welches laut Kritikern genauso für die gegensätzliche Ansicht tragfähig sei. Bei seiner Interpretation des Gesetzestextes verkenne das Gericht ferner sprachliche Konzepte des Grundgesetzes, setze der Verfassung fremde nationale Akzente, reproduziere Carl Schmitts Freund-Feind-Denken, habe eine widersprüchliche Haltung zum Konzept der Betroffenheit als Anknüpfungspunkt für partizipatorische Rechte und ignoriere die Vorstellungen des parlamentarischen Rates als Verfassungsgeber.
Auch hinsichtlich anderer Teile der Entscheidung wurden Inkonsistenzen und Argumentationsfehler bemängelt. Das obiter dictum wurde teils als irritierend, fehlplatziert und den Entscheidungsbegründungen zuwiderlaufend empfunden.

## „Ausländerwahlrecht II“

### Entscheidungsgegenstand, -ausgang und Verfahrensgang
Ähnlich zu Ausländerwahlrecht I war Gegenstand der Entscheidung Ausländerwahlrecht II ebenfalls ein Änderungsgesetz: Das Hamburger „Gesetz zur Einführung des Wahlrechts für Ausländer zu den Bezirksversammlungen“ (AuslWahlRG) vom 20. Februar 1989, konkret dessen Art. 1 Nr. 1, Nr. 4 und Nr. 5. Art. 1 Nr. 1 AuslWahlRG veränderte den maßgeblichen § 6 des Gesetzes über die Wahl zu den Bezirksversammlungen (BezWG) in seiner Fassung vom 22. Juli 1986 dahingehend, dass in einem neuen Absatz 2 auch Ausländern unter bestimmten Voraussetzungen die Wahlberechtigung zu den Bezirksversammlungen gewährt wurde. Im Gegensatz zu Ausländerwahlrecht I betraf die Neuregelung in Hamburg gem. § 6 Abs. 2 BezWG n. F. Ausländer generell, nicht Staatsangehörige bestimmter Nationalitäten.
Mit Antrag vom 9. Juni begehrten – wie schon bei Ausländerwahlrecht I – 224 Unionsabgeordnete des Bundestages, diese Regelung im Wege der abstrakten Normkontrolle gem. Art. 93 Abs. 1 Nr. 2 GG für nichtig zu erklären. Auch hier urteilte das Bundesverfassungsgericht am 31.10.1990 im Sinne der Antragsteller und erklärte das Änderungsgesetz für verfassungswidrig.

### Wesentliche Entscheidungsaspekte
Ausländerwahlrecht II legt zunächst unter Rückgriff auf die in Ausländerwahlrecht I entwickelten Grundsätze dar, welche Maßstäbe an die demokratische Legitimation anzulegen seien; dabei bestätigt es im Wesentlichen vorangegangene Rechtsprechung (insbesondere BVerfGE 47, 253 zu den Bezirksversammlungen in Nordrhein-Westfalen): Der Grundsatz der Volkssouveränität erfordere einen effektiven Einfluss des Legitimationssubjektes „Volk“ auf die Ausübung der Staatsgewalt – gerade diese sei der Anknüpfungspunkt des Legitimationserfordernisses. Ob in einem amtlichen Handeln die Ausübung von Staatsgewalt liegt, bestimme sich zuvörderst danach, ob dieses Entscheidungscharakter hat.
Die abstrakt herausgearbeiteten Maßstäbe wendet das Gericht nachfolgend auf das Hamburger AuslWahlRG und die Bezirksversammlungen an. Derartige Institutionen überhaupt mit Entscheidungsbefugnissen zu versehen und unmittelbar von den Bezirksbewohnern wählen zu lassen sei im Grundsatz unbedenklich. Die den Bezirksversammlungen zugrundeliegenden Bezirke ordnet das Bundesverfassungsgericht nicht als Gebietskörperschaften im Sinne des Art. 28 Abs. 1 Satz 2 GG ein. Demokratisch legitimiert müssen sie laut des Senates gemäß Art. 28 Abs. 1 Satz 1 in Verbindung mit Art. 20 Abs. 2 GG dennoch sein, da sie ob ihrer nach Qualität und Quantität beachtlichen Kompetenzen, der bindenden Beschlusswirkung und grundsätzlichen Weisungsunabhängigkeit im Ergebnis mit Entscheidungscharakter handelten und mithin Staatsgewalt ausübten. Somit bedürften die Bezirksversammlungen demokratischer Legitimation im Sinne des Art. 20 Abs. 2 GG, wie sie nur von einem ausschließlich aus Deutschen bestehenden Wahlvolk vermittelt werden könne. Die vom AuslWahlRG vorgesehene Einbeziehung von Ausländern sei damit verfassungswidrig, die entsprechenden Normen folglich nichtig.

## Weitere Rechtsentwicklung und Auswirkungen
Mit den Entscheidungen waren die grundlegenden verfassungsrechtlichen Fragen um Ausländerpartizipation bei Wahlen zumindest auf Rechtsprechungsebene zunächst geklärt. Doch wie schon das Urteil selbst feststellt, gab es bereits während der Verfahren auf europäischer Ebene Erörterungen hinsichtlich der Einführung eines kommunalen Ausländerwahlrechts. Letztlich führten diese Erörterungen dazu, dass im Vertrag von Maastricht mit der Unionsbürgerschaft tatsächlich ein aktives sowie passives Ausländerwahlrecht für Unionsbürger auf kommunaler Ebene innerhalb der gesamten Europäischen Union geschaffen wurde. Zur verfassungskonformen Ratifizierung desselben wurde per Gesetz vom 21.12.1992 Art. 28 Abs. 1 Satz 3 GG als Öffnungsklausel vor allem für Art. 22 Abs. 1 Vertrag über die Arbeitsweise der Europäischen Union (AEUV) und Art. 40 Charta der Grundrechte der Europäischen Union (GRCh) geschaffen. In welchem Verhältnis diese Entwicklung zu den Urteilen und deren Grundsätzen steht, ist umstritten. Bereits die Frage der Verfassungskonformität des Art. 28 Abs. 1 Satz 3 GG ist vor dem Hintergrund der Ewigkeitsklausel des Art. 79 Abs. 3 GG jedenfalls nicht trivial; sie wird im Ergebnis allerdings nicht nachhaltig bestritten. Problematischer ist hingegen, inwiefern die Argumentation der Urteile vor der neuen Rechtslage Bestand haben kann, konkret also: Hat die Einführung des kommunalen Ausländerwahlrechts für EU-Bürger die Verfassungslage dahingehend geändert, dass nunmehr auch ein generelles Ausländerwahlrecht – zumindest auf kommunaler Ebene – zulässig wäre? Diese Frage ist hochumstritten. Gerichtlich wurde 2016 eine Antwort darauf gegeben: Der Staatsgerichtshof Bremen urteilte unter enger Bezugnahme auf Ausländerwahlrecht I, dass die Einführung eines generellen Ausländerwahlrechts zu den kommunalen Gemeindevertretungen Bremens grundgesetzwidrig ist. Die Entscheidung war jedoch nicht einstimmig; in einem Sondervotum legte einer der Richter seine Auffassung dar, durch Art. 28 Abs. 1 Satz 3 GG könne Ausländerwahlrecht I heute keine vollständige Geltung mehr beanspruchen – mindestens eine seiner grundlegenden Prämissen müsse aufgegeben werden.
Unabhängig davon hatten und haben die Ausländerwahlrechtsentscheidungen gewichtige Auswirkungen. Immer wieder gibt es Bestrebungen zugunsten eines weitergefassten Ausländerwahlrechtes. So führt der Landesintegrationsrat NRW seit langem eine entsprechende Kampagne, BÜNDNIS 90/DIE GRÜNEN hat mit Unterstützung der Fraktion DIE LINKE 2007 und erneut 2014 Gesetzentwürfe gefasst, nach denen Art. 28 Abs. 1 Satz 3 GG auf alle Ausländer ausgeweitet werden solle und erst 2022 wollten die damals regierenden Fraktionen des Berliner Abgeordnetenhauses EU-Bürger auch auf Landesebene mitwählen lassen sowie das Kommunalwahlrecht auf alle Ausländer ausweiten. Dass solche Vorhaben bislang fruchtlos geblieben sind, ist maßgeblich den Ausländerwahlrechtsentscheidungen des Bundesverfassungsgerichtes zuzurechnen. In zu derartigen Vorhaben angefertigten Gutachten ist regelmäßig die Handschrift der beiden Urteile zu erkennen – vor dem Hintergrund der bundesverfassungsgerichtlichen Rechtsprechung werden sie zumeist als zum Scheitern verurteilt angesehen. Die Entscheidungen prägen die bundesdeutsche Demokratielandschaft damit bis heute maßgeblich.